# Cerrito (Colombia)
Cerrito è un comune della Colombia facente parte del dipartimento di Santander.
L'abitato venne fondato da Vicente Javier nel 1775.